# 베슬리 후트
베슬리 테오도뤼스 후트(네덜란드어: Wesley Theodorus Hoedt, 1994년 3월 6일 ~ )는 네덜란드의 축구 선수이다. 그의 포지션은 중앙 수비수로, 현재 잉글랜드 EFL 챔피언십의 왓퍼드에서 활약하고 있다.

## 클럽 경력

### AZ
알크마르에서 태어난 후트는 AZ 청소년 클럽 출신이며 2013년 12월 12일, 그는 PAOK와의 UEFA 유로파리그 경기에서 1군 데뷔전을 치렀다. 그는 풀타임을 뛰었고, 경기는 2-2 무승부로 끝났다.
다가오는 2014-15 시즌에, 후트는 24인 엔트리에 이름을 올리며 1군으로 승격되었다.

### 라치오
2015년, 후트가 AZ를 떠나자, 세리에 A의 라치오가 그를 자유 계약으로 영입했다. 그는 시즌당 €1.25M에 4년 계약을 맺었다. 2016년 8월 21일, 그는 4-3으로 이긴 아탈란타와의 원정 경기에서 라치오에서의 데뷔골을 기록했다.

### 사우샘프턴
2017년 8월 22일, 후트는 사우샘프턴과 €17M (£15M)로 추정되는 이적료에 5년 계약을 맺었다.

#### 셀타 비고 (임대)
2019년 1월 22일, 후트는 완전 영입 옵션과 함께 라리가의 셀타 비고로 시즌이 끝날 때까지 임대되었다. 그는 1월 27일, 레알 바야돌리드와의 원정 경기에서 데뷔전을 치렀는데, 그는 두 번째 경고를 받아 퇴장당했다.

#### 로열 앤트워프 (임대)
2019년 9월 2일, 후트는 벨기에 퍼스트 디비전 A의 로열 앤트워프로 1시즌 임대되었다.

#### 라치오 (임대)
2020년 10월 5일, 후트는 완전 영입 옵션과 함께 라치오로 1년 임대되며 복귀했다.

### 안데를레흐트
2021년 6월 17일, 안데를레흐트는 후트의 영입을 공식 발표했다.

### 왓퍼드
2023년 1월 31일, 왓퍼드는 비공개 이적료에 2년 6개월 계약으로 후트의 영입을 공식 발표했다. 2023년 2월 11일, 그는 1-1로 비긴 블랙번 로버스와의 경기에서 왓퍼드 데뷔전을 치렀고, 데뷔골을 넣었다.

## 수상 내역
라치오
- 수페르코파 이탈리아나: 2017[16]
- 코파 이탈리아 준우승: 2016–17[17]